# Monastero di Bačkovo
Il monastero di Bačkovo (in bulgaro: Бачковски манастир, Bačkovski manastir) è un monastero situato a poca distanza da Plovdiv, in Bulgaria; sorge tra i primi contrafforti dei monti Rodopi, nella valle del fiume Cepelarska. Secondo per importanza storica e valore artistico solo al monastero di Rila, grazie alla veneratissima icona della Vergine (VII sec.), che si conserva nella chiesa principale, il monastero è luogo di forte devozione, sede di battesimi e matrimoni.

## Storia
Il monastero venne fondato nel 1083 da due principi georgiani, Grigorij e Abasij Bakuriani, al centro del feudo che fu loro assegnato da Bisanzio per i meriti militari conseguiti sotto le insegne imperiali. Il monastero accrebbe ben presto il suo territorio e divenne un faro di cultura, protetto dal re Ivan Aleksandar, che nel 1344 estese il suo dominio sulla regione dei Rodopi. Allorché il paese venne invaso dai turchi, il monastero ebbe un ruolo importante nel preservare la cultura e la religiosità bulgara.

## Il complesso monastico
Al centro del complesso monastico si trovano due chiese unite fra loro: la più piccola, dedicata agli arcangeli Michele e Gabriele (Свети Архангели Михаил и Гаврил, Sveti Arhangeli Mihail e Gavril) è del XII secolo; la grande, dedicata alla Vergine Maria (Света Богородица, Sveta Bogorodica), è del 1604, con nartece aggiunto nel 1643.

### Chiesa principale della Vergine
La costruzione della chiesa principale dedicata alla Vergine fu possibile per la protezione accordata al monastero dal Patriarcato greco, che consentì di ignorare i limiti imposti dal governo ottomano ai luoghi di culto cristiani: le sue dimensioni (12x22) ne fanno l'unica chiesa monumentale a croce greca e tre absidi costruita in territorio bulgaro nel 1600, prima del rinascimento bulgaro sette-ottocentesco.
La parte interna della chiesa è stata affrescata nel 1850, mentre le icone dell'iconostasi sono della fine del Settecento.
Principale attrattiva è l'icona della Vergine (di fattura bizantina), ritenuta miracolosa, che potrebbe risalire addirittura all'VII secolo. Il suo rivestimento fu prodotto nel 1819 dalla scuola di gioielleria dello stesso monastero. Poco prima che il monastero cadesse nelle mani dei turchi, l'icona fu nascosta in un bosco affinché non venisse distrutta, e per oltre un secolo se ne persero le tracce. Fu ritrovata casualmente dopo oltre un secolo, intatta nonostante la lunga esposizione agli agenti atmosferici. Tutti gli anni il lunedì dell'Angelo si tiene una processione che parte dal monastero e raggiunge il luogo del ritrovamento.

### Il refettorio
A fianco delle due chiese si trova l'ampio refettorio (трапезария, trapezarija), degli inizi del Seicento, con un grande affresco esterno realizzato nell'Ottocento. In stile popolaresco, quasi naïf, raffigura episodi legati alla vita del monastero. A dominare è la scena della processione che commemora il miracoloso ritrovamento dell'icona della Vergine.
Appartengono a un'arte più colta gli affreschi che ornano tutto l'interno del refettorio, finiti nel 1643. La volta è occupata dall'"Albero genealogico di Cristo”, che termina con “Gesù in maestà tra la Vergine e il Battista, gli evangelisti e un gruppo di santi”. Sotto è la scena del Giudizio con solo un accenno ai due mondi ultraterreni. Al centro di nuovo la Vergine fra gli arcangeli. Lungo le pareti, scene della vita della Vergine, i “Sette concili ecumenici” e, nella fascia più in basso, “Santi e profeti dell'antichità” aureolati, tra i quali anche la Sibilla.

### Chiesa di San Nicola
Alle spalle del refettorio si trova l'ottocentesca chiesa consacrata a san Nicola di Bari (Свети Николай, Sveti Nikolaj), attualmente aperta solo in occasione di battesimi. Sempre aperto alle visite è il nartece, celebre per l'affresco del Giudizio universale, realizzato nel 1840 da Zaharij Zograf nel suo stile caratteristico, segnato da un forte gusto narrativo: nella pesatura delle anime, coloro che devono essere giudicati cercano di imbrogliare, ma un angelo li trafigge; tra i dannati, oltre a personaggi immancabili nelle scene del Giudizio di Zaharij, quali le damine licenziose e i barbuti mercanti, si notino anche i notabili di Plovdiv, che si erano rifiutati di dare un contributo finanziario all'apertura di una scuola bulgara in città. Il pittore raffigura sé stesso nel riquadro in alto a sinistra assieme al priore e al vice priore.
Negli archivolti, scene della Bibbia dalla creazione di Adamo a Caino che uccide Abele. Nella cupola, “Cristo pantocratore”.

### Cappella ossario della Santissima Trinità
Fuori dal recinto monastico si trova la cappella ossario della Santissima Trinità (Света Тройца, Sveta Trojca), a due piani, dell'XI secolo. La cappella reca influenze orientali, armene, siriane e georgiane; l'alternanza di pietra e cotto nella muratura esterna è propria dello stile del primo regno bulgaro.
All'interno sono custoditi bellissimi affreschi della seconda metà del Trecento, tra i più alti esempi di arte bizantina.